# 孟喜
孟喜（?—?），字长卿，东海兰陵人汉代今文经学家，约生活于前1世纪。师从田王孙学《易经》，自己的易經學派，史稱「孟氏易」。

## 生平
孟喜的父亲号孟卿，传授《儀禮》和《春秋》，他认为礼多，春秋繁杂，所以让孟喜跟田王孙学习《周易》。孟喜这个人比较喜欢夸大，自己有本阴阳灾变书，假说是老师田王孙临死时只传给他的。但是同是田王孙弟子的梁丘贺指出他作假：“田王孙死的时候只跟施讐在一起，孟喜那时已经去东海了。”
主要著作：据《汉书》，传周易十二篇，周易《章句》二篇。至隋代时，已有书无师，唐代有十卷，清代尚存一卷。

## 延伸阅读
[在维基数据编辑]
 《漢書·卷088》，出自班固《漢書》